# Balanus hoekianus
Balanus hoekianus is een zeepokkensoort uit de familie van de Balanidae. De wetenschappelijke naam van de soort werd voor het eerst geldig gepubliceerd in 1911 door Pilsbry.